# Like a Rolling Stone
«Like a Rolling Stone» (с англ. — «Как перекати-поле») — песня американского автора-исполнителя Боба Дилана. Содержание композиции основано на стихотворении, написанном Диланом в июне 1965 года, после возвращения из изнурительного турне по Англии. Музыкант переработал стихотворение в песню, разделив её на четыре куплета и припев. Несколько недель спустя «Like a Rolling Stone» была записана во время сессий для шестого альбома Highway 61 Revisited.
После двух недель творческого поиска последовал прорыв, когда демоверсию композиции в размере 3/4 попробовали сыграть в рок-формате. Молодой сессионный музыкант Эл Купер сочинил импровизированный рифф на орга́не, который стал одной из отличительных черт композиции. Представители Columbia Records остались недовольны результатом и сомневались в целесообразности выпуска песни, сетуя на шестиминутный хронометраж, а также тяжёлый, электрический звук. Спустя месяц, после неофициального релиза песни в нью-йоркском диско-клубе Arthur, на «Like a Rolling Stone» обратили внимание влиятельные радиодиджеи и песня была выпущена в качестве сингла. Хотя не все радиостанции включали в эфир такой длинный трек, «Like a Rolling Stone» заняла второе место в американском чарте Billboard и стала всемирным хитом.
Критики расценили трек как революционный, отметив сочетание различных музыкальных элементов, юношеского голоса Дилана, а также жёсткого и местами циничного текста. «Like a Rolling Stone» повлияла на медийный образ Дилана, превратив его из фолк-певца в рок-звезду, и считается одной из самых влиятельных композиций в послевоенной поп-музыке. По данным портала Acclaimed Music, «Like a Rolling Stone» — самая титулованная песня в истории. Так, одно из самых влиятельных музыкальных изданий, Rolling Stone, поставило её на первое место своего рейтинга «500 величайших песен всех времён». Впоследствии композиция была перепета различными эстрадными исполнителями: от Джими Хендрикса и The Rolling Stones до The Wailers и Green Day. В 2014 году рукопись Боба Дилана была продана на аукционе за два миллиона долларов, установив мировой рекорд среди подобных лотов.

## Создание и запись
Весной 1965 года, после окончания гастролей по Англии, которые легли в основу документального фильма «Не оглядывайся», Дилан был разочарован развитием своей карьеры, расхождением во взглядах с публикой, которая воспринимала его исключительно как фолк-музыканта, и всерьёз задумывался об уходе из музыкального бизнеса. В интервью журналу Playboy 1966 года он так описал своё состояние: «Прошлой весной я собирался покончить с пением. Я был истощён, и то, как разворачивались события, было очень тоскливо… Но „Like a Rolling Stone“ изменила всё. Я хочу сказать, она была чем-то, что приводило меня в восторг. Это очень утомляет, когда другие люди рассказывают, как они тобой восторгаются, если ты сам от себя в восторг не приходишь».

По словам Дилана, он начал с простых набросков длинного стихотворения. Согласно интервью 1966 года Джулсу Сигелю, Дилан сочинил его в вашингтонском отеле «Roger Smith Hotel»: 
Оно занимало страниц десять. Оно никак не называлось – просто ритмичная вещь на бумаге, рассказывающая о моей непоколебимой, искренней ненависти к некоему вопросу. Но в конце это была уже не ненависть, а рассказ кому-то о чём-то, чего они не знали, рассказ о том, что им повезло. «Отмщение» — вот более подходящее слово. Я никогда не рассматривал его как песню, пока однажды не сел за фортепьяно, а на бумаге сам собой зазвучал рефрен “How does it feel?” в медленном темпе, в крайне медленном темпе.
В течение 1965 года Дилан работал практически постоянно, сочиняя стихи, песни и прозу. В фильме «Не оглядывайся» он запечатлён во время творческого процесса в лондонском отеле «Savoy», где печатает на машинке. Однако, по словам Дилана, «Like a Rolling Stone» первоначально представляла собой длинный кусок «блевотины» (по одним данным, её длина составляла 10 страниц, по другим — 20), который впоследствии приобрёл музыкальную форму. До этого Дилан никогда публично не беседовал с журналистами о процессе создания своих композиций. В интервью канадской радиостанции CBC (Монреаль) Дилан назвал создание песни «прорывом», объяснив, что она изменила его восприятие направления собственной карьеры. Музыкант заявил, что он обрёл себя во время сочинения «этого длинного куска блевотины, длиной в 20 страниц, из него я получил „Like a Rolling Stone“ и сделал его синглом. Я не писал ничего подобного прежде и это вдруг снизошло на меня, это было то, что я должен был делать… После её сочинения я не был заинтересован в работе над романами или пьесами. Я взвалил на себя слишком много, я хотел писать песни».
Дома в Вудстоке Дилан переработал бумажную версию стихотворения, оставив только четыре куплета и припев. В 2014 году, когда рукопись песни была выставлена на аукцион, выяснилось, что полный текст припева появился только на последней странице. Его третья строчка первоначально звучала как «like a dog without a bone» (рус. как дворняга без кости), а затем «now you’re unknown» (рус. теперь ты никому не известна), после чего приобрела нынешний вид. Также Дилан пытался зарифмовать строчку «how does it feel?» со следующими вариантами: «it feels real» (рус. это кажется реальным), «does it feel real» (рус. это не может быть реальным), «shut up and deal» (рус. заткнись и переходи к делу), «get down and kneel» (рус. спускайся и становись на колени) и «raw deal» (рус. нечестная сделка). Помимо этого, музыкант хотел сделать рифму с именем Аль Капоне. Песня была написана на фортепиано в ключе ля-бемоль, однако во время исполнения на гитаре в студии тональность композиции была заменена на до.
Для записи песни Дилан пригласил Майка Блумфилда из Paul Butterfield Blues Band, попросив его сыграть главную гитарную партию. По воспоминаниям Блумфилда, приехав к Дилану домой на выходные, первое, что он услышал, была «Like a Rolling Stone»: «Я подумал, что ему нужен блюз, бендинг, потому что это было то, чем я занимался. Он сказал: „Эй, старик, я не хочу ничего в духе Би Би Кинга“. Итак, ладно, я выпал в осадок. Какого чёрта он хочет? Мы немного подурачились с песней. Я сыграл придуманным им [в процессе] способом, и он сказал, что это было круто».
Студийные сессии проходили под руководством Тома Уилсона, 15-16 июня 1965 года в помещении Studio A — старейшей студии лейбла Columbia Records, расположенной на Седьмой авеню в Нью-Йорке. «Like a Rolling Stone» была последней песней спродюсированной Уилсоном для Дилана. Помимо Блумфулда, в записи приняли участие ряд сессионных музыкантов, приглашённых Уилсоном: Пол Гриффин (фортепиано), Джо Мачо-младший (бас-гитара), Бобби Грегг (ударные) и Брюс Лэнгхорн (бубен). Грегг, Гриффин и Лэнгхорн ранее уже работали с Диланом и Уилсоном над альбомом Bringing It All Back Home.
В первый сессионный день, 15 июня, были записаны пять дублей. Они разительно отличались от конечного результата и представляли собой мелодию в вальсовом размере 3/4 под аккомпанемент Дилана на фортепиано. Из-за отсутствия нотных листов, музыканты играли песню на слух. Тем не менее, по ходу хаотичной импровизации сформировалась основа мелодии. В течение первых трёх дублей музыканты пытались записать первый куплет, так и не добравшись до припева. Во время четвёртой попытки, после того как была сыграна партия губной гармоники, Дилан прервал репетицию, по-видимому обращаясь к Уилсону: «У меня голос пропал, старик. Хочешь попробовать ещё раз?». Вскоре после этого сессия была закончена. Впоследствии этот дубль был выпущен в сборнике The Bootleg Series Volumes 1-3 (Rare & Unreleased) 1961—1991.
Эй, старик, ты знаешь, я не могу… Я имею в виду, я — это я, понимаешь. Я действительно не могу, старик, я просто играю песню. Я знаю одно — я не хочу её орать, это всё, что я знаю.
На следующей день к работе присоединился Эл Купер. Первоначально 21-летний сессионный гитарист присутствовал в студии в качестве гостя Уилсона и не должен был принимать участия в записи. Однако, когда Уилсон вышел из студии, Купер сел со своей гитарой возле других музыкантов, надеясь поучаствовать в записи вместе со всеми. Тем не менее, к моменту возвращения Уилсона Купер был настолько обескуражен гитарными навыками Блумфилда, что вернулся в продюсерское помещение. После нескольких репетиций Уилсон попробовал пересадить Гриффина с орга́на на фортепиано. Вслед за этим, Купер подошёл к Уилсону и сказал ему, что он был бы неплохой кандидатурой для освободившегося инструмента. Хотя Уилсон отнёсся к этой идее с изрядной долей скепсиса, он не стал запрещать музыканту пробовать. Позднее Купер вспоминал: «Он просто глумился надо мной … Он не сказал „нет“ — поэтому я пошёл к остальным». Уилсон удивился, увидев севшего за инструмент Купера, но всё же разрешил ему принять участие в записи. Когда Дилан услышал конечный результат, он настоял на том, чтобы орган был включён в финальный микс, несмотря на протесты Уилсона по поводу того, что Купер «не был профессиональным орга́нистом».
16 июня было записано 15 дублей. На тот момент песня приобрела привычную форму в размере 4/4 раз, с Диланом на электрогитаре. После четвёртого дубля, который в итоге был выпущен на сингле, Уилсон радостно прокомментировал: «По-моему, звучит хорошо». Несмотря на это, Дилан с музыкантами отыграли песню ещё 11 раз.
Полная версия сессий «Like a Rolling Stone» включает 20 дублей и отдельные инструментальные дорожки четырёхтрековой мастер-записи, были выпущены в ноябре 2015 года в составе сборника The Bootleg Series Vol. 12: The Cutting Edge 1965–1966 в форматах «deluxe» (6 дисков) и «collector’s edition» (18 дисков).

## Выпуск
По словам Шона Консидайна, ответственного за выпуск материала на лейбле Columbia Records в 1965 году, «Like a Rolling Stone» первоначально была отправлена на «кладбище отменённых релизов» из-за разногласий с отделами продаж и маркетинга, которые были недовольны шестиминутной длиной песни и её «хриплым» рок-звучанием. Спустя несколько дней Консидайн взял забракованный дабплейт песни в нью-йоркский клуб Arthur — недавно открытую дискотеку, популярную среди знаменитостей и представителей СМИ — и попросил диджея сыграть её. По требованию публики запись проигрывали несколько раз подряд, пока ацетатная пластинка не вышла из строя. На следующее утро диск-жокей и программный директор 40 ведущих радиостанций города позвонил в офис Columbia и потребовал копии. Вскоре после этого, 20 июля 1965 года, «Like the Rolling Stone» была выпущена в виде сингла с песней «Gates of Eden» на второй стороне.
Несмотря на большой хронометраж, песня стала самой коммерчески успешной записью Дилана за всю его карьеру, достигнув 2-го места в американском чарте Billboard (уступив только Битловской «Help!») и продержавшись в этом хит-параде 12 недель. Промокопии композиции, напечатанные для диск-жокеев 15 июля, содержали два куплета и два рефрена на первой стороне и оставшуюся часть песни — на второй. Таким образом, диджеи, которые хотели исполнить в эфире всю песню целиком, могли просто перевернуть пластинку. Несмотря на то, что первоначально многие радиостанции неохотно транслировали «Like the Rolling Stone» целиком, запросы аудитории вынудили их изменить своё мнение и исполнять её в полном объёме. Благодаря этому она смогла добиться столь высоких показателей в чартах, помимо Billboard, песня также отметилась в Top-10, национальных чартов Канады, Ирландии, Нидерландов и Великобритании.

## Тематика
В отличие от популярных хитов того времени, посвящённых любви, «Like a Rolling Stone» представляла собой песню, в которой не было ни малейшего намёка на нежные чувства. Писатель Оливер Трэгер охарактеризовал тематику композиции, как «глумление Дилана над падшей женщиной, которая скатилась на самое дно и пытается выжить во враждебном, незнакомом мире». Героиня песни «Miss Lonely» (рус. Мисс Одиночество) предпочитала вести беззаботный образ жизни — она посещала лучшие школы и наслаждалась обществом высокопоставленных друзей, но теперь, когда у неё возникли трудности и жизненная ситуация изменилась, похоже у неё нет существенного опыта, чтобы разобраться в себе. В первых строчках песни поётся о прежнем положении героини:

| Once upon a time you dressed so fine Threw the bums a dime in your prime, didn’t you? | Когда-то ты, с иголочки одетая Гордо бросала медяки бродягам, не так ли? |  |

Первый куплет заканчивается словами, которые, казалось бы, высмеивают её текущее положение:

| Now you don’t talk so loud Now you don’t seem so proud About having to be scrounging your next meal | Теперь ты притихла Теперь ты не так горда Ведь ты вынуждена попрошайничать, чтобы поесть |  |

Автор испытывает противоречивые чувства по отношению к героине песни. Несмотря на очевидный сарказм, становится очевидно, что он её жалеет. Впоследствии возникает ощущение, что он ей даже завидует, ведь избавление от имущества и связей в обществе делает её по-настоящему свободной. По мнению Яна Веннера: «Все мосты были сожжены. Теперь ты сама по себе, теперь ты свободна … Ты такая беспомощная и у тебя ничего не осталось. И ты невидимка — у тебя нет секретов — это так освобождает. Тебе нечего бояться». Последний куплет заканчивается строчками:

| When you ain’t got nothing, you got nothing to lose You’re invisible now, you got no secrets to conceal | Когда у тебя ничего нет, тебе нечего терять Теперь ты невидимка, у тебя нет секретов, которые нужно скрывать |  |

Рефрен подчёркивает основную тему песни:

| How does it feel To be on your own With no direction home Like a complete unknown Like a rolling stone | Каково тебе? Каково тебе Остаться одной? Без дома Никому неизвестной Как перекати-поле |  |

Биограф Дилана Роберт Шелтон так интерпретировал смысл «Like the Rolling Stone»: «Это песня, которая, по-видимому, приветствует бродяжничью жизнь для тех, кто может воспринять её перипетии в сочувствии к тем, кто выпал из буржуазной среды. „Like the Rolling Stone“ — об утрате наивности и суровой реальности жизни. Мифы, устои и прежние убеждения исчезают, обнажая очень сложную реальность».
Дилан с юмором прокомментировал моральный подтекст песни на пресс-конференции в телевизионной студии KQED 3 декабря 1965 года. Когда репортёр, подчеркнув, что Дилан слишком сурово обошёлся с героиней композиции, спросил музыканта: «Вы помещаете [героев своих песен] в сложные ситуации, потому что вы хотите их помучить? Или хотите изменить их жизнь и указать на их ошибки?», автор ответил со смехом: «Я хочу их подколоть».
Многие публицисты искали прототипов песни в людях из окружения Дилана 1965 года. В своей книге «Popism: The Warhol Sixties» Энди Уорхол вспоминал, что некоторые близкие к нему люди считали, что «Like the Rolling Stone» содержат выпады в его сторону; один из них сказал Уорхолу: «Слушая „Like the Rolling Stone“ — я поймал себя на мысли, что „дипломат на хромированной лошади“ — это про тебя». Причина, по которой Дилан мог испытывать враждебность к Уорхолу, было отношение последнего к актрисе и модели Эди Седжвик. Высказывались предположения, что именно она была прообразом «Мисс Одиночество». Седжвик имела кратковременную связь с Диланом в конце 1965 года, в тот же период они планировали организовать съёмки совместного фильма. По словам соратника Уорхола Пола Моррисси, Седжвик, возможно, была влюблена в Дилана, и была глубоко потрясена, узнав, что Дилан тайно женился на Саре Лаундс в ноябре 1965 года. Тем не менее, по мнению автора книги «The Bob Dylan Encyclopedia» Майкла Грэя, Седжвик не имела никакого отношения к «Like the Rolling Stone», однако он отмечал, что «без сомнения, её дух витает вокруг „Blonde on Blonde“».
Грейл Маркус ссылался на версию искусствоведа Томаса Е. Кроу о том, что Дилан написал песню в качестве комментария гедонистической обстановки, окружавшей Уорхола: 
Я слушал лекцию Томаса Кроу ... О том что, «Like the Rolling Stone» посвящена Эди Седжвик внутри тусовки Энди Уорхола, которую Дилан видел только со стороны и не имел к ней отношения, однако, то что он увидел испугало его, он увидел надвигающуюся катастрофу и написал об этом песню, в качестве предупреждения, получилось убедительно.
В числе возможных прототипов также называли Марианну Фейтфулл, Джоан Баэз и Боба Ньювирта (вместо Уорхола). Однако большинство биографов музыканта едины в том, что «Like a Rolling Stone» не была посвящена конкретному человеку. Так, Говард Соунс выражал мнение, что автор обращался ко всем, кого он считал «фальшивыми». «Есть некоторая ирония в том, что одна из самых известных песен фолк-рок эры, эры связанной прежде всего с идеалами мира и гармонии, посвящена мести» — отмечал Соунс.
Биограф Майк Маркизи подробно описал конфликты в жизни Дилана в период создания песни: нарастающее отчуждение от его старой фолковой аудитории и проблемы из-за его левых взглядов. По его мнению, «Like the Rolling Stone», вероятно, автобиографична: «Песня достигает полной остроты, когда кто-то замечает, что она поётся, по крайней мере частично, о самом певце: он единственный „With no direction home“». Дилан сам отметил, что после аварии на мотоцикле в 1966 году он понял, что «когда я использовал слова наподобие „он“, „этот“ или „они“ и говорил о других людях, в действительности не говорил ни о ком, кроме себя».

## Концертные исполнения
Мы не читаем по нотам. В Нэшвилл музыкантов приглашают, чтобы они сыграли что-то спонтанно, а не то, что написано на бумаге. Каждый создаёт свою неповторимую инструментальную часть, пока записывается песня. Из всех, с кем я работал, я не знаю никого, кто был бы лучше Боба Дилана. Он замечательно ко мне относился. Но в то же время, находясь рядом с ним ежедневно, ты отдавал себе отчёт, что этот человек каждое утро просыпался в другом мире. Это очень хорошая вещь на творческом уровне и, пытаясь угадать, что он имел в виду в своих текстах, вы попадёте пальцем в небо, ведь он вам всё равно этого не скажет. И, возможно, правдой будут его слова: «Я не знаю, что это значит для вас».
Первое исполнение песни состоялось спустя несколько дней после её выпуска, во время выступления Дилана на Ньюпортском фолк-фестивале 25 июля 1965 года, в Род-Айленде. Многие любители фолк-музыки выразили недовольство тем, что Дилан использовал электрогитару. Как выразился Блумфилд, они воспринимали рок-н-ролл сродни любимому жанру «гризеров, придурков, танцоров, людей, которые напивались и пускались в пляс». По словам друга Дилана, музыкального критика Пола Нельсона, «аудитория свистела и вопила „избавься от электрогитары“», в то время как Дилан и сопровождавшие его музыканты довольно неуверенно исполнили новый сингл. Согласно другой версии, поведение публики было обусловлено тем, что части аудитории не понравился плохой звук и короткий сет-лист музыканта. С этим мнением были согласны Купер и один из организаторов фестиваля, последний подчеркнул, что недовольные возгласы были реакцией на заявление ведущего о том, что времени хватит только на короткий концерт музыканта. Эту версию поддержал музыкант Тони Гловер, один из участников фолк-движения тех лет: «Когда Дилан вышел на сцену, то оказалось, что концерт затянулся и нужно его завершить, поэтому ему дали сыграть только три песни. Слушатели возмущались и кричали: „Ты сыграл только три песни и уже уходишь?“».
Highway 61 Revisited был выпущен в конце августа 1965 года. Дилан отправился на гастроли той же осенью, в качестве группы аккомпанирующей ему на электрической части концертов были приглашены будущие участники The Band. «Like a Rolling Stone», за редким исключением, исполнялась в качестве заключительной песни во всех шоу, вплоть до конца т. н. «мирового турне» музыканта 1966 года. 17 мая 1966 года, во время последнего части гастролей, Дилан и его группа выступили в манчестерском «Зале свободной торговли». Незадолго до того, как они начали играть песню, кто-то из аудитории закричал «Иуда!», вероятно, намекая на «предательство» музыкантом фолк-музыки. Дилан парировал: «Я тебе не верю, ты лжец!» После этого он повернулся к группе, приказав им «играть её чертовски громко».
«Like a Rolling Stone» стала одной из ключевых песен в концертном репертуаре Дилана, музыкант часто исполнял её с изменёнными аранжировками. Среди прочего, композиция фигурировала в сет-листе его концерта на Острове Уайт (1969), во время турне-воссоединения с группой The Band (1974) и по ходу в гастрольного тура Rolling Thunder Revue (1975-76 годы). Песня продолжала исполняться во время различных гастрольных туров музыканта 1970-х и 1980-х годов, а также во время т. н. «Бесконечного турне», которое «продолжается» с 1988 года по настоящее время. По состоянию на 2017-й год «Like a Rolling Stone» занимает второе место по популярности в концертном репертуаре Дилана.
Концертные исполнения песни были включены в такие альбомы, как Self Portrait (записан на Острове Уайт, 31 августа 1969 года), Before the Flood (13 февраля 1974 года), Bob Dylan at Budokan (1 марта 1978 года), MTV Unplugged (18 ноября 1994 года), The Bootleg Series Vol. 4: Bob Dylan Live 1966, The «Royal Albert Hall» Concert (17 мая 1966 года, эта же версия позднее была выпущена в сборнике The Bootleg Series Vol.7: No Direction Home: The Soundtrack), в переизданном в 2001 году концертном альбоме группы The Band Rock of Ages (1 января 1972 года), а также в сборнике The Bootleg Series Vol. 13: Trouble No More 1979—1981 (27 июня 1981 года). Видеозапись, сделанная в Ньюпорте (25 июля 1965 года), была включена в фильм Мюррея Лернера «По ту сторону зеркала». Съёмка, сделанная в Ньюкасле (21 мая 1966), фигурирует в документальной ленте Мартина Скорсезе «Нет пути назад: Боб Дилан», наряду с инцидентом в Манчестере (17 мая 1966 года).
Помимо альбома Highway 61 Revisited, оригинальная версия песни была выпущена на следующих компиляциях: Bob Dylan’s Greatest Hits, Biograph The Best of Bob Dylan (1997), The Essential Bob Dylan, The Best of Bob Dylan (2005) и Dylan. Моноверсия песни фигурирует в сборнике The Original Mono Recordings. Кроме того, одна из первых демоверсий композиции в размере 3/4 была выпущена в рамках бокс-сета The Bootleg Series Vol. 2.

### Музыкальное видео
В ноябре 2013 года, спустя 48 лет после выхода песни «Like a Rolling Stone», на сайте Дилана было опубликовано её официальное музыкальное видео. Автором клипа выступила фирма Interlude, сам клип представляет собой интерактивное видео, которое содержит 16 отдельных телеканалов (которые можно переключать), имитирующих различные телевизионные форматы: телевикторина, магазин на диване и реалити-шоу. Люди на видео смонтированы так, чтобы их губы были синхронизированы под текст песни. По словам режиссёра Вани Хейманна: «Я использовал телевидение в качестве способа, чтобы взглянуть на нас со стороны — вы закликиваете себя до смерти, переключая каналы [в реальной жизни]». Общая продолжительность всех частей видео составляет 1 час 15 минут, в нём фигурируют комик Марк Марон, рэпер Дэнни Браун, ведущий телевикторины «The Price Is Right» Дрю Кэри, спортивный корреспондент передачи «SportsCenter» Стив Леви, Джонатан и Дрю Скотт из реалити-шоу «Property Brothers», а также актёры Рик Харрисон и Остин Рассел из телевизионного шоу «Звёзды ломбарда». Выпуск видео был приурочен к выходу бокс-сета Bob Dylan: The Complete Album Collection Vol. One, который содержит 35 студийных альбомов Дилана и 11 концертных дисков. Впоследствии, клип попал в Книгу рекордов Гиннесса, как «Наиболее долго ожидаемое официальное музыкальное видео».

## Наследие
Звучание песни было названо революционным, критики особо выделяли мелодичные пассажи электрогитары и аккорды орга́на, а также голос Дилана — юный и в то же время язвительно-циничный. Публицист Майкл Грей описал эту композицию как «хаотичную смесь блюза, импрессионизма, аллегории и обескураживающей прямоты в рефрене: „How does it feel“». Песня оказала огромное влияние на поп-культуру и рок-музыку. Её успех сделал из Дилана поп-икону, по словам Пола Уильямса: 
Дилан был известен, был в центре внимания, в течение долгого времени. Но теперь ставки возросли. Он стал поп-звездой, а также фолк-звездой … он был, даже в большей степени, чем The Beatles, общественным символом огромных культурных, политических, поколенческих перемен, происходивших в Соединённых Штатах и Европе. Он воспринимался как лидер и во многом вёл себя как лидер.
По словам Пола Ротшильда, продюсера первых пяти альбомов группы The Doors, он пришёл в восторг из-за того, что американский музыкант записал песню, которая смогла бросить вызов гегемонии британского вторжения. Ротшильд вспоминал: «Я осознал, когда сидел [и слушал её], что один из НАС — один из так называемых деревенских хипстеров — делал музыку, которая могла бы конкурировать с НИМИ — The Beatles, The Stones и The Dave Clark Five — не жертвуя [при этом] ни честностью фолк-музыки, ни силой рок-н-ролла».

«Like a Rolling Stone» оказала огромное влияние на Брюса Спрингстина, которому было 15 лет, когда он впервые её услышал. В 1988 году Спрингстин упомянул песню на церемонии введения Дилана в Зал славы рок-н-ролла, оценив в своей речи её влияние на индустрию: 
Я впервые услышал Боба Дилана, когда мы с мамой слушали радио WMCA в её автомобиле, меня словно молнией поразило, это звучало так, будто кто-то распахнул дверь в твой разум… Так же, как Элвис освободил твоё тело, Дилан освободил твоё сознание, и показал нам, что, хотя музыка была физической, это не означало, что она была антиинтеллектуальной. У него были воображение и талант, чтобы написать поп-песню которая вмещала в себе целый мир. Он создал новую концепцию исполнения для поп-певца, преодолел границы, за которые не могла выйти музыкальная запись, и навсегда изменил лицо рок-н-ролла.
Я имею наглость исполнять «Like A Rolling Stone» почти на каждом своём шоу. Первоначально я сделал это ради шутки, чтобы показать некоторым ребятам из своей группы, что полностью знаю слова. Но меня сразу поразила реакция аудитории. От шестилетних до семидесятилетних — все они знают припев этой песни. Я был не в силах убрать её; каждый вечер она объединяла всех. Я думаю, что она каким-то образом вплетена в ткань нашей культуры.
В 1965 году современники Дилана были поражены синглом и приняли его как вызов. Пол Маккартни вспоминал, как посещал дом Джона Леннона в Вейбридже, чтобы послушать песню. По словам Маккартни, «казалось, она продолжается и продолжается вечность. Она была просто великолепна… Он показал всем нам, что возможно зайти немного дальше». Фрэнк Заппа проявил более радикальную реакцию: «Когда я её услышал, мне захотелось уйти из музыкального бизнеса, потому что я почувствовал: „Если это побеждает и делает то, что должно, мне незачем делать что-то другое…“ Но она ничего не сделала. Она продавалась, но никто не откликался на неё так, как следовало». Почти сорок лет спустя, в 2003 году, Элвис Костелло так прокомментировал инновационный уровень песни: «Это шокирует — жить в мире, где были Manfred Mann, The Supremes и Engelbert Humperdinck, и вдруг появляется „Like a Rolling Stone“». В свою очередь, в 2006 году российский рок-музыкант Егор Летов назвал «Like a Rolling Stone» «лучшей рок-песней всех времён и народов», отметив, что Дилана «считаю за гения и одного из учителей».
Хотя руководство CBS пыталось сделать запись более «радиоформатной», разделив её на две части и разместив их на разных сторонах винила, поклонники Дилана потребовали, чтобы песня была издана в полном формате и чтобы радиостанции транслировали её целиком. Успех «Like a Rolling Stone» отразился на смене позиции представителей музыкального бизнеса относительно хронометража синглов, согласно которому они были ограничены длительностью не более трёх минут. По мнению главного редактора журнала Rolling Stone Дэвида Фрике, «Ни одна другая популярная песня так сильно не оспаривала и не трансформировала коммерческие законы и художественные традиции своего времени — раз и навсегда». В свою очередь, представитель аукционного дома «Sotheby’s» Ричард Отсин отмечал, что: «До выпуска „Like a Rolling Stone“ музыкальные чарты были наводнены короткими и слащавыми песнями о любви, длительностью в три минуты или меньше. Бросив вызов этому регламенту шестью минутами тёмной, мрачной поэзии, Дилан переписал правила для поп-музыки».
В 1966 году Дилан сказал Ральфу Глисону: «„Like a Rolling Stone“ — лучшая песня, которую я написал». В 2004 году, во время беседы с публицистом Робертом Хилбёрном, Дилан по-прежнему ощущал, что песня имела особое место в его творчестве: «Создаётся впечатление, что такие песни пишет некий дух. Он даёт тебе песню и уходит. Ты не знаешь, что это означает. Кроме того, что дух выбрал меня написать песню».
По прошествии более полувека с момента её релиза, «Like a Rolling Stone» по-прежнему высоко ценится в профессиональном сообществе: среди экспертов и музыкантов. Песня была признана лучшей композицией Дилана по версии журналов: Uncut (2002) и Mojo (2005). Однако, в 2004 году на телепередаче «60 минут» музыкант заявил Эду Брэдли, что он никогда не обращает внимания на подобные списки, потому что они крайне переменчивы. Мнение Дилана подтверждал рейтинг «100 величайших песен всех времён», проведённый редакцией Mojo в 2000 году, в котором «Like a Rolling Stone» отсутствовала вовсе. В 1989 году песня заняла 2-е место в списке журнала Rolling Stone «10 лучших синглов за последние 25 лет», в 2004 году то же издание поставило её на верхнюю позицию рейтинга «500 величайших песен всех времён». В 2010 году, в обновлённой версии опроса, «Like a Rolling Stone» вновь заняла 1-е место. В 2006 году редакция портала Pitchfork Media присудила композиции 4-ю строчку списка «200 величайших песен 1960-х».
24 июня 2014 года на нью-йоркском аукционе «Sotheby’s» была выставлена оригинальная рукопись песни сделанная Диланом. Лот был продан за 2 миллиона долларов, что являлось рекордной ценой для подлинника поп-песни.
| СМИ                      | Страна | Рейтинг                              | Год  | Место |
| ------------------------ | ------ | ------------------------------------ | ---- | ----- |
| Consequence of Sound     | США    | 100 величайших песен всех времён     | 2012 | 3     |
| Dave Marsh               | США    | 1001 величайших синглов всех времён  | 1989 | 7     |
| Gary Pig Gold            | Канада | 40 самых влиятельных записей XX века | 1999 | *     |
| Rock & Roll Hall of Fame | США    | 500 песен, которые сформировали рок  | 1995 | *     |
| Rolling Stone            | США    | 500 величайших песен всех времён     | 2010 | 1     |
| Pitchfork Media          | США    | 200 величайших песен 1960-х          | 2010 | 4     |
| VH1                      | США    | 100 величайших рок-песен всех времён | 2000 | 4     |
| Rolling Stone            | США    | 500 величайших песен всех времён     | 2021 | 4     |

* — означает неупорядоченный список.

## Кавер-версии
Многие известные музыканты записали кавер-версии «Like a Rolling Stone», в том числе: Дэвид Боуи (вместе с Миком Ронсоном), Сиксто Родригес, Джуди Коллинз, Джонни Винтер, Шер, Майкл Болтон, Дэвид Гилмор, Эл Стюарт, Джон Мелленкамп, Себастьян Кабот; а также группы: The Wailers, The Young Rascals, Green Day, DIIV, Spirit, The Surfaris, The Creation, The Four Seasons, Anberlin, Бартон Каммингс и The Rolling Stones.

Гитарист Джими Хендрикс исполнил песню вместе со своей группой The Jimi Hendrix Experience на фестивале Monterey Pop Festival в Монтерее. Хендрикс был страстным поклонником Боба Дилана и особенно любил «Like a Rolling Stone». «Благодаря ей я ощутил, что не единственный, кто когда-то чувствовал себя так плохо…» — говорил музыкант. Хендрикс сыграл песню в хард-роковом стиле, без третьего куплета. Музыкальный критик Грейл Маркус так описал выступление музыканта: 
Мощные аккорды накатывают после каждого куплета, словно дождевые облака; мелодия исполняется очень медленно, на фоне густого, грубого, тягучего голоса Хендрикса совершенно не похожего на Дилановский вокал, который был сродни песчаной буре на Среднем Западе.
Помимо этого песня была перепета многими иностранными артистами. Юг Офре записал кавер-версию композиции на французском языке, под названием «Comme des pierres qui roulent» («Like Rolling Stones») (альбом Aufray Trans Dylan, 1995), австрийский певец Вольфганг Амброс выпустил австрийско-германскую версию песни — «Allan Wia a Stan» — на своей пластинке Wie Im Schlaf (1978), которая поднялась до 8-го места в национальном чарте на его родине, немецкая группа BAP записала кавер-версию трека на кёльнском диалекте — «Wie 'ne Stein» — для своего лонгплея Vun drinne noh drusse, музыкант Ларс Виннербэк перепел «Like a Rolling Stone» на шведском языке, песня получила название «Som en hemlös själ». Итальянская группа Articolo 31 записала итальянскую версию композиции озаглавленную, как «Come una Pietra Scalciata», которая была выпущена в 1998 году в альбоме Nessuno. Кавер-версия Articolo 31 представляет собой трек в жанре хип-хоп, в которой фигурирует семплированный голос девушки, рэперские вставки и элементы диджеинга. Песня содержит только три куплета и длится четыре с половиной минуты.

## Участники записи
- Боб Дилан — вокал, электрогитара, губная гармоника
- Майкл Блумфилд — электрогитара
- Брюс Лэнгхорн[англ.] — бубен
- Эл Купер — орга́н Хаммонда
- Пол Гриффин[англ.] — фортепиано
- Джо Мачо-младший — бас-гитара
- Бобби Грегг[англ.] — ударные

## Позиции в чартах
| Чарт (1965)             | Высшая позиция |
| ----------------------- | -------------- |
| Великобритания          | 4              |
| Германия                | 13             |
| Ирландия                | 9              |
| Канада                  | 3              |
| Нидерланды (Top 40)     | 9              |
| Нидерланды (Top 100)    | 7              |
| США (Billboard Hot 100) | 2              |
| США (Cashbox Top 100)   | 1              |

### Документальные фильмы
- Down in the Flood ("Driving the Band – Mickey Jones & Tour '66" DVD bonus feature). — UK: Chrome Dreams. Bob Dylan and the Band. New Malden, 2012.